# Joseph Oblin
Joseph Henri Antoine Marie Oblin ('s-Gravenbrakel, 19 maart 1898 - 14 december 1973) was een Belgisch volksvertegenwoordiger, senator en burgemeester.

## Levensloop
Oblin promoveerde tot doctor in de rechten. Hij stapte in de gemeentelijke politiek van 's-Gravenbrakel. In 1932 werd hij gemeenteraadslid, van 1938 tot 1946 was hij schepen en van 1965 tot 1970 burgemeester.
In 1944 werd hij katholiek (vervolgens PSC-)volksvertegenwoordiger voor het arrondissement Zinnik, in opvolging van de tijdens de oorlog overleden Pierre Vouloir. Hij vervulde dit mandaat tot in 1954. Van 1950 tot 1954 was hij secretaris van de Kamer.
Hij werd daarop senator voor het arrondissement Bergen-Zinnik en bleef dit tot in 1968. Hij was quaestor vanaf 1958.